# Sidi El Makhfi
Sidi El Makhfi (franska: Sidi El Makhfi (CR), Sidi El Makhfi (Commune Rurale), arabiska: واد ئفران) är en kommun i Marocko.   Den ligger i provinsen Ifrane och regionen Fès-Meknès, i den nordöstra delen av landet, 160 km sydost om huvudstaden Rabat. Antalet invånare är 13 334.